# Gerry Murphy (poeta)
Gerry Murphy (Cork, 1952) é um poeta irlandês.

## Vida e trabalho
Gerry Murphy nasceu na cidade de Cork em 1952. Seu trabalho é espirituoso, abertamente intelectual e muitas vezes satírico e é "altamente, autoconscientemente literário". "Grande parte do trabalho mais recente mostra intensa absorção dos clássicos romanos, seja por referência direta ou pelo emprego do epigrama conciso."
Depois de abandonar a universidade no início dos anos 1970, Murphy passou alguns anos trabalhando em Londres e um ano morando em um kibutz israelense antes de retornar a Cork em 1980, onde permanece desde então. Um nadador campeão, ele ganhou a vida principalmente como salva-vidas e gerente de piscina.
Pocket Apocalypse, suas traduções do poeta polonês Katarzyna Borun-Jagodzinska, apareceram em 2005 na Southword Editions. Fim da primeira parte: Poemas novos e selecionados apresenta seleções generosas de todos esses livros, juntamente com cerca de 30 novos poemas em uma seção intitulada 'A psicopatologia da vida cotidiana'. A poesia de Gerry também ganhou vida no palco, com uma adaptação teatral do dramaturgo americano Roger Gregg no Triskel Arts Centre, Cork.
Escrevendo no The Irish Examiner sobre seu livro de 2010 My Flirtation With International Socialism, o poeta Thomas McCarthy o descreveu como "indiscutivelmente o decano das gerações pós-Galvin Cork, Murphy é um mestre emocionante e provocativo de monólogo poético e comentário social. Seu hábito é ser elíptico na política, inserir uma piada política ou uma verdade universal tão habilmente quanto a faca de um assassino". Fred Johnston, escrevendo na Poetry Ireland Review, descreveu o trabalho de Murphy como "capturar a fresta de luz entre o selvagemente político e o cotidiano".

## Publicações

### Coleções
- A Small Fat Boy Walking Backwards (Cork, Commons Press, 1988, Three Spires Press, 1992)
- Rio de la Plata e tudo isso (Dublin, Dedalus, 1993)
- O Bairro Vazio (Dedalus, 1995)
- Extratos do Livro de Registros Perdidos de Cristóvão Colombo (Dedalus, 1999)
- Torso de uma ex-namorada (Dedalus, 2002)
- Fim da Parte Um, Poemas Novos e Selecionados (Dedalus, 2006)
- Meu flerte com o socialismo internacional (Dedalus, 2010)

### Tradução
- Sua tradução da poetisa polonesa Katarzyna Borun-Jagodzinska foi publicada como Pocket Apocalypse (Cork, Southword Editions, 2005). A tradutora intermediária foi Karolina Barski.